# Vladimir Șitik
Vladimir Șitik (în belarusă: Уладзімір Мікалаевіч Шыцік,, rusă Владимир Николаевич Шитик, n. 31 august 1922, Șklov⁠(d), RSFS Rusă, URSS – d. 15 ianuarie 2000, Minsk, Belarus) a fost un scriitor și jurnalist belarus și sovietic. A fost membru al Uniunii Scriitorilor din URSS (din 1962).

### Cărți
- Апошняя арбіта Minsk, 1962.
- Последняя орбита, Minsk, 1964.
- Зорны камень, Minsk, 1967.
- Ultima orbită, Povestire fantastică / Traducere de J. Block. București, 1967. (traducere a Апошняя арбіта. În română).
- Парсекі за кармой. Minsk, 1970.
- Сліди  ведуть на Землю. Odessа, 1971 (în ucraineană).
- Трансплутонавыя Афеліі. Minsk, 1980.
- Левы рэйс. Minsk, 1983.
- Халыпа 1988. (în turkmenă).
- Падстаўка. Minsk, 1990.
- Двойная бухгалтерия. Minsk, 1993.

## Traduceri
- Ultima orbită, Editura Tineretului, 1967, traducere de Igor Block.[2]